# Lucas Lossius
Lucas Lossius (Lucas Lotze) (* Vaake, 18 de Outubro de 1508 - † Lüneburg, 8 de Julho de 1582), foi humanista, teólogo luterano, pedagogo e hinólogo alemão.  Foi autor da obra Erotemata musicae practicae, publicada em Nuremberg, em 1563 e publicada novamente em 1570 e 1579, com adições feitas por Christopher Praetorius, cantor silesiano e músico da Igreja de São João em Lüneburg.

## Vida
Lucas Lossius estudou na Universidade de Wittenberg tendo Melanchthon como seu professor por volta de 1530-1532, onde também conheceu Martinho Lutero. Uma carta de recomendação dos dois reformadores em 1532 lhe garantiu o emprego de secretário de Urbanus Rhegius em Lüneburg.  De 1533 até a data de sua morte ele deu aulas no ginásio em Lüneburg.  Ele é bastante conhecido pelas suas obras musicais religiosas protestantes, pelos seus hinos e pela sua coletânia de Salmos Luteranos.  Ele lecionou línguas clássicas e foi cantor de música litúrgica na escola e na Igreja em Lüneburg. 
A sua esposa Anna, com quem estava casado desde 1542, lhe deu filhos dos quais três sobreviveram a ele: Johann, que foi professor em Hamburgo; Hieronymus, que foi pastor da Igreja de São João, em Lüneburg, e Lucas, que também dava aulas; uma filha morreu criança, e teve ainda três outras filhas, uma das quais se casou com o pastor e reitor da Igreja de São Miguel.
Posteriormente seria homenageado com o nome de uma rua em sua cidade natal, Vaake. Muito apropriadamente duas outras ruas próximas também receberam nomes de seus professores Martinho Lutero e Philipp Melanchthon.  Além disso, uma escola de Reinhardshagen leva o seu nome desde 1970: Escola Lucas Lossius.

## Obras
Devido a seus ensinamentos nas línguas antigas, e com base nas artes liberais, ele publicou uma série de livros alavancadas na metodologia de Philipp Melanchthon, e que foram várias vezes reimpressos. A sua obra Erotemata Dialecticae et rehtoricae Philippi Melanchthonis (1550), a qual foi publicada trinta e cinco vezes até 1620, apresenta os aspectos mais importantes da teologia de Philipp Melanchthon: a Erotemata dialectice e a Elementa rhetorices, incluindo a De copia de Erasmo de Rotterdam, no contexto de perguntas curtas do estilo do catecismo para estudantes que aprendiam decorando.
Em razão de seu trabalho como cantor, ele publicou a Psalmodia (coletânea de Salmos), que era uma compilação de músicas religiosas, uma espécie de trabalho educativo e pedagógico, e também fazia parte nos cultos das igrejas, se expandindo igualmente para outras regiões do norte da Alemanha. O Hinário era uma mistura gradual e antifonal com uma grande variedade de hinos da pré-reforma (antífonas, responsórios, invitatórios, intróitos, sequenciais, Aleluias, etc), com pequenas alterações, devido à teologia da reforma.  A sua utilização era generalizada porque a música da igreja luterana tinha por fundamento a tradição do canto latino.
No livro de hinos protestantes, podíamos encontrar:
- Ehre sei dir, Christe (Glória a ti, ó Cristo);
- Der du bist drei in Einigkeit (Quem são os três na Unidade);
- Heilig, heilig, heilig (Santo, santo, santo).

Nas edições anteriores, encontramos hinos de louvor a Deus:
- Ein Kind geborn zu Bethlehem (GL 146) (Uma criança nasceu em Belém, Puer natus in Bethlehem).

Significativo para a história local de Lüneburg, a sua Lunaeburga Saxoniae, é uma coleção de poemas latinos sobre a história e o aspecto da cidade, que ele publicou em 1564, na celebração da paz concluída no ano anterior entre Lüneburg e os duques Henrique  e Guilherme.

## Publicações
Para obter uma lista completa consulte a Lista de Obras publicadas em Língua alemã do século XVI (VD 16).
- Erotemata dialecticae et rhetoricae Philippi Melanthonis, et praeceptionum Erasmi Roterodami … ad usum scholarum «quas vocant Triviales» breviter selecta et contracta. 1545
- Psalmodia, hoc est, Cantica Sacra Veteris Ecclesiae selectae 1553 (DKL 155310)
- Fac-símile da Edição de Wittenberg 1561: Stuttgart 1996 (Heilbronner Musikschatz, 12) Arithmetices erotemata puerilia. Frankfurt/Oder: Eichorn 1557 (VD16: ZV9868, ([id=1315 Dresden])
- Erotemata musicae practicae 1563 (RISM B VI 1,517)
- Lunaeburga Saxoniae. Frankfurt am Main 1566
- Reimpressões: Lunaeburga Saxoniae - Lüneburg im Sachsenland. Nach dem lateinischen Urtext von Lucas Lossius ins Deutsche übertragen von Hans Dumrese. Lüneburg, Lüneburger Drucke 1956. Epitaphia principuum, ducum, nobilium et praecipuorum ecclesiae, reipublicae et scholarum gubernatorum aliorumque in Saxonia inferiore illustrium. Wittenberg 1580
- Catechismus, Hoc Est, Christianae Doctrinae Methodus. Egenolph, Frankfurt 1584 (Digitalizado pela Biblioteca da Universidade de Regensburg)

## Literatura
- Lucas Bacmeister, o Velho: Oratio de Luca Lossio Rostock 1585, Reimpresso em: Georg Heinrich Goetzius: Elogis Germanorum quorundam theologorum seculi XVI. et XVII. Teil 1, Lübeck 1708
- Wilhelm Görges: Lucas Lossius: Ein Schulmann des 16. Jahrhunderts. (Um Escolástico do Século XVI). Programação Escolar da Igreja de São João 1884 (Google Books)
- Werner Merten: Die Psalmodia des Lucas Lossius: Ein Beitrag zur reformatorischen Musikgeschichte in Niedersachsen. Göttingen 1951 (Phil. F., Diss. v. 23. Sept. 1952); Reimpressão: Jahrbuch fur Liturgik und Hymnologie 19 (1975).
- Friedhelm Onkelbach: Lucas Lossius und seine Musiklehre. Bosse, Regensburg 1960 (Kölner Beiträge zur Musikforschung. Bd 17)
- Karl Ernst Hermann Krause: Lucas Lossius.  In: Allgemeine Deutsche Biographie (ADB). Volume 19, Duncker & Humblot, Leipzig 1884, pp. 220 e seguintes.
- Friedhelm Onkelbach: Lossius, Lucas. Em: Neue Deutsche Biographie (NDB). Volume 15, Duncker & Humblot, Berlin 1987, pp, 202 e seguintes.
- Lossius, Lucas. Em: Grande Enciclopédia Universal de Todas as Ciências e Artes de Johann Heinrich Zedler, Volume 18, Leipzig 1738, Spalte 482 f.